# Grandiana wassae
Grandiana wassae är en stekelart som beskrevs av Wiebes 1961. Grandiana wassae ingår i släktet Grandiana och familjen fikonsteklar.
Artens utbredningsområde är:
- Papua Nya Guinea.
- Vanuatu.

Inga underarter finns listade i Catalogue of Life.